# Tăriceni (okręg Prahova)
Tăriceni – wieś w Rumunii, w okręgu Prahova, w gminie Șirna. W 2011 roku liczyła 1926 mieszkańców.